# Dániel Pauman
Dániel Pauman (Vác, 13 de agosto de 1986) es un deportista húngaro que compite en piragüismo en la modalidad de aguas tranquilas.
Participó en los Juegos Olímpicos de Londres 2012, obteniendo una medalla de plata en la prueba de K4 1000 m. En los Juegos Europeos de Bakú 2015 consiguió una medalla de oro en la prueba de K4 1000 m.
Ganó tres medallas en el Campeonato Mundial de Piragüismo, entre los años 2014 y 2017, y una medalla de bronce en el Campeonato Europeo de Piragüismo de 2013.

## Palmarés internacional
| Juegos Olímpicos   | Juegos Olímpicos            | Juegos Olímpicos  | Juegos Olímpicos |
| Año                | Lugar                       | Medalla           | Competición      |
| ------------------ | --------------------------- | ----------------- | ---------------- |
| 2012               | Londres (Reino Unido)       | Medalla de plata  | K4 1000 m        |
| Campeonato Mundial |                             |                   |                  |
| Año                | Lugar                       | Medalla           | Competición      |
| 2014               | Moscú (Rusia)               | Medalla de bronce | K4 1000 m        |
| 2015               | Milán (Italia)              | Medalla de plata  | K4 1000 m        |
| 2017               | Račice (República Checa)    | Medalla de plata  | K4 1000 m        |
| Juegos Europeos    |                             |                   |                  |
| Año                | Lugar                       | Medalla           | Competición      |
| 2015               | Bakú (Azerbaiyán)           | Medalla de oro    | K4 1000 m        |
| Campeonato Europeo |                             |                   |                  |
| Año                | Lugar                       | Medalla           | Competición      |
| 2013               | Montemor-o-Velho (Portugal) | Medalla de bronce | K4 1000 m        |